# Antoine-Louis Brongniart
Antoine-Louis Brongniart ( 1742-1804) foi um químico francês.
Era  tio de Alexandre Brongniart (  1770 - 1847 , um cientista francês que se destacou na  química, zoologia e mineralogia.
Antoine-Louis foi químico no   Museu Nacional de História Natural de Paris.